# Svizzera dell'Holstein

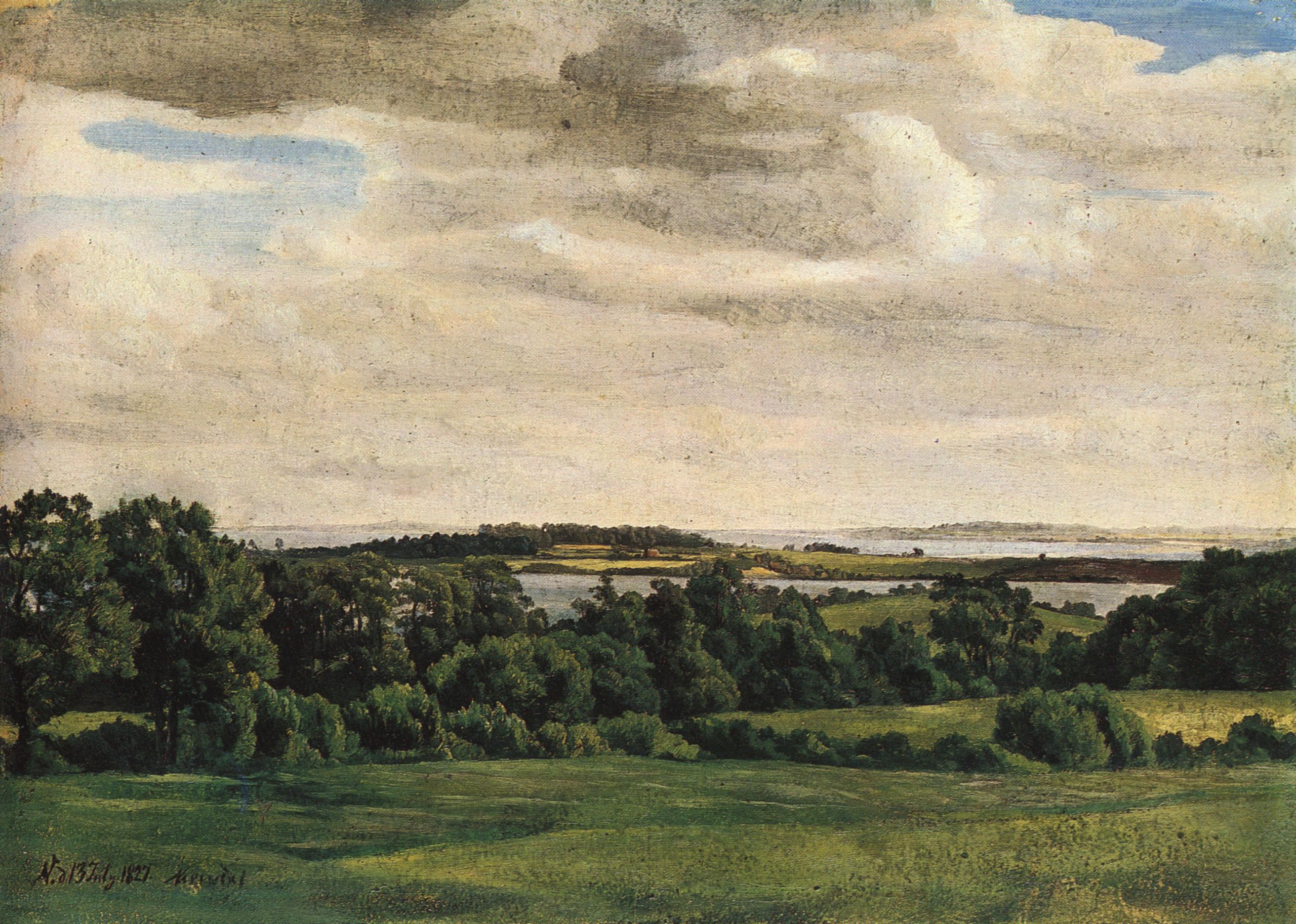
Immagini dal XIX secolo: Holsteinische Landschaft, dipinto di Adolph Friedrich Vollmer (1827)

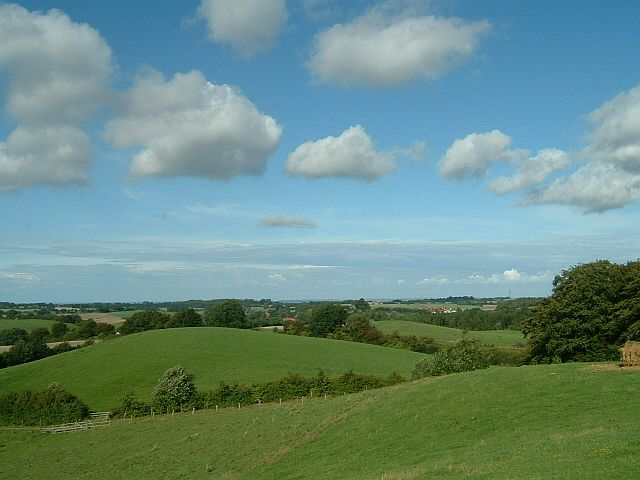
Veduta sulla Svizzera dell'Holstein da Bungsberg

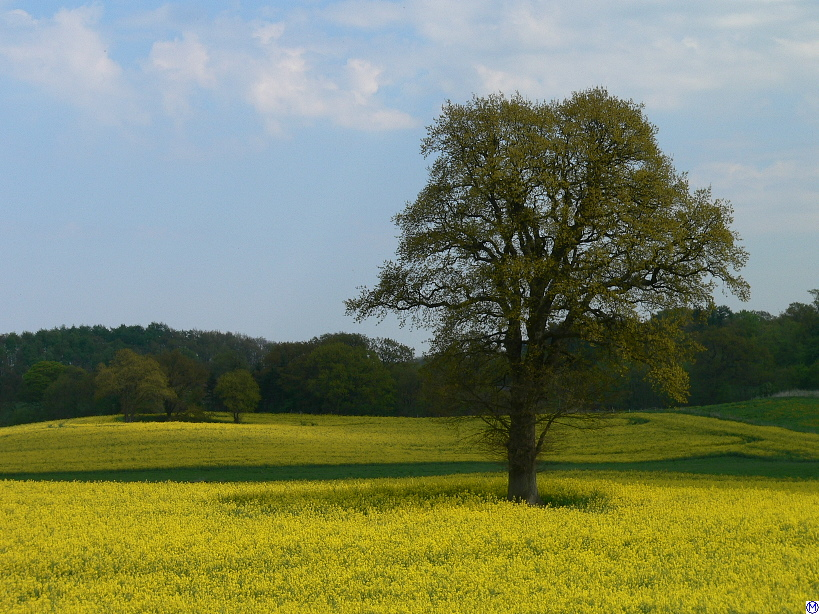
Colza in fiore nel Circondario di Plön.

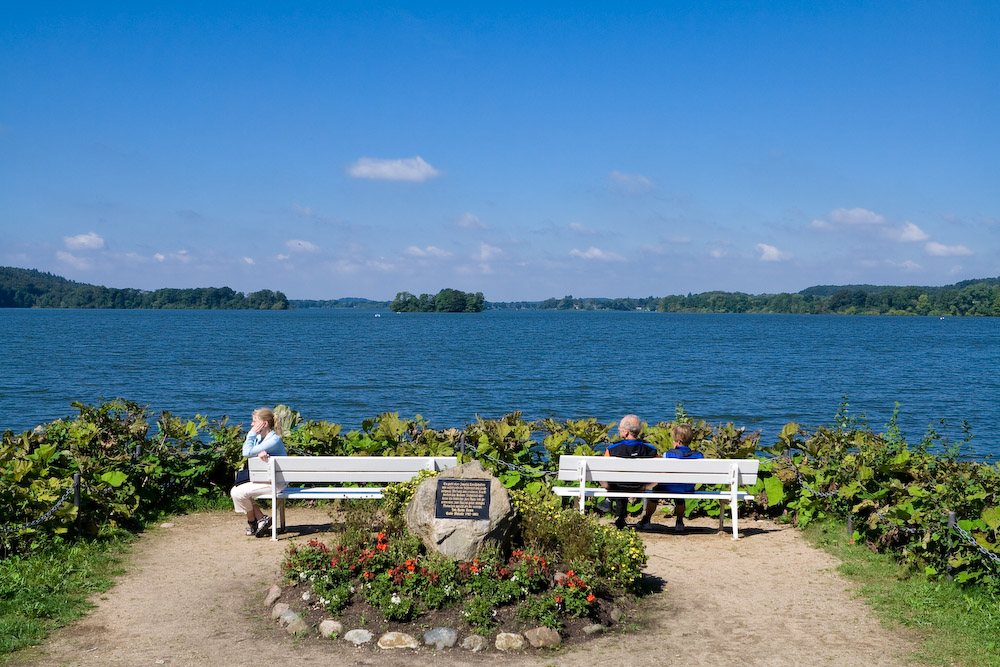
Sul Dieksee

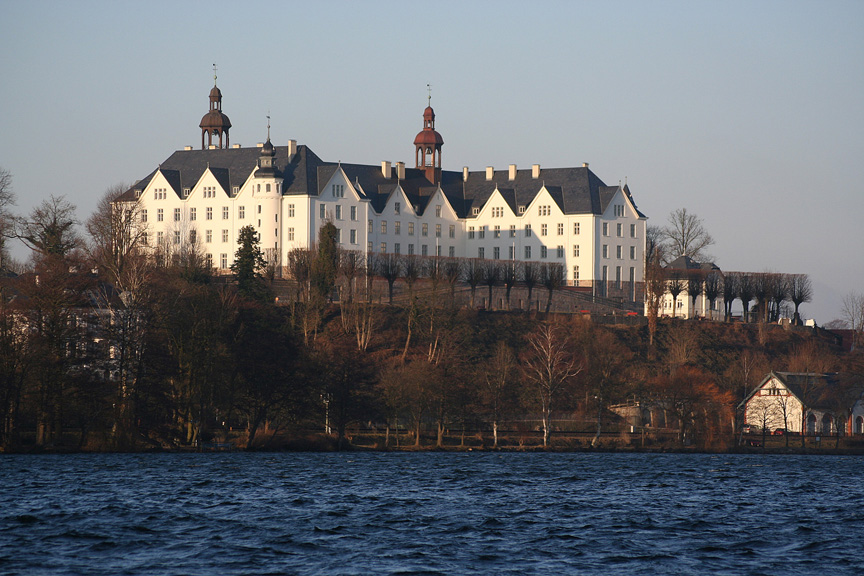
Il Castello di Plön

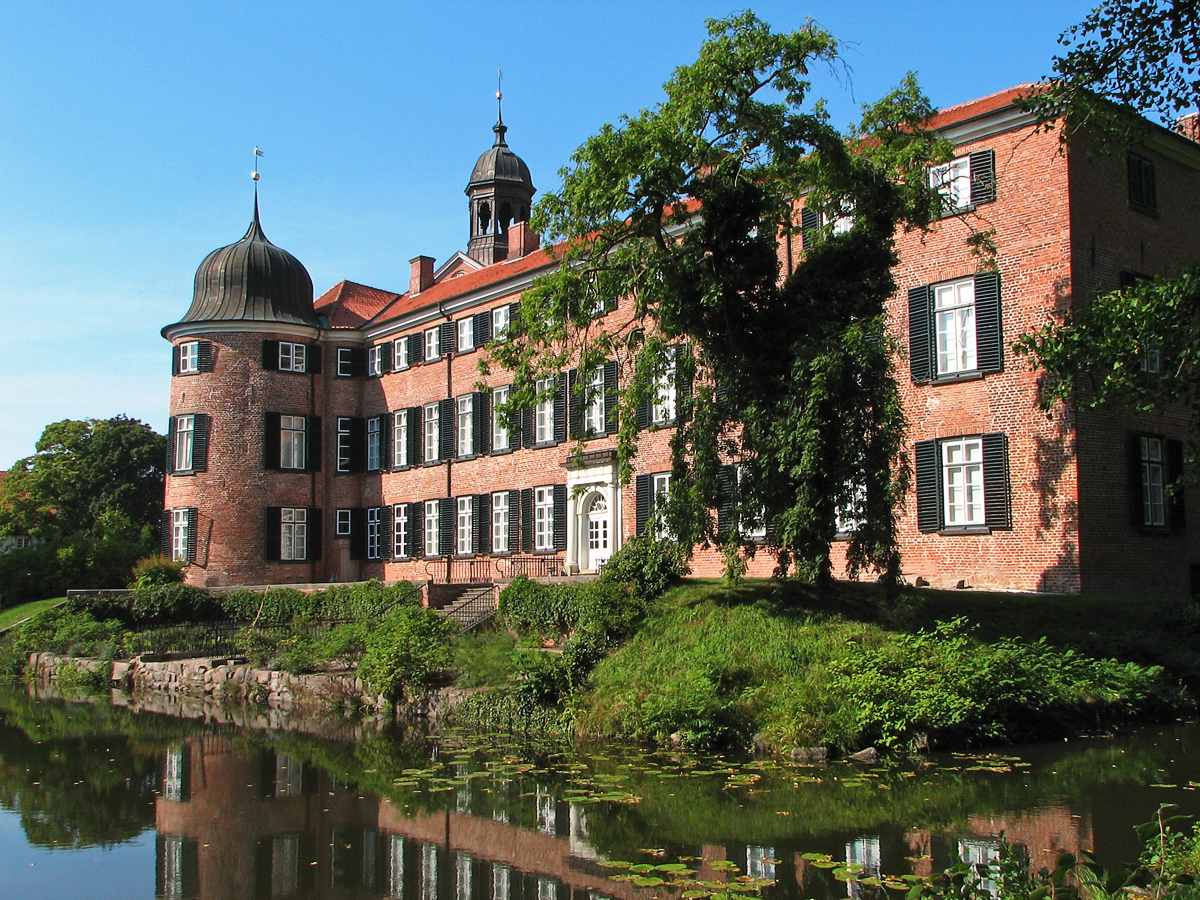
Il Castello di Eutin

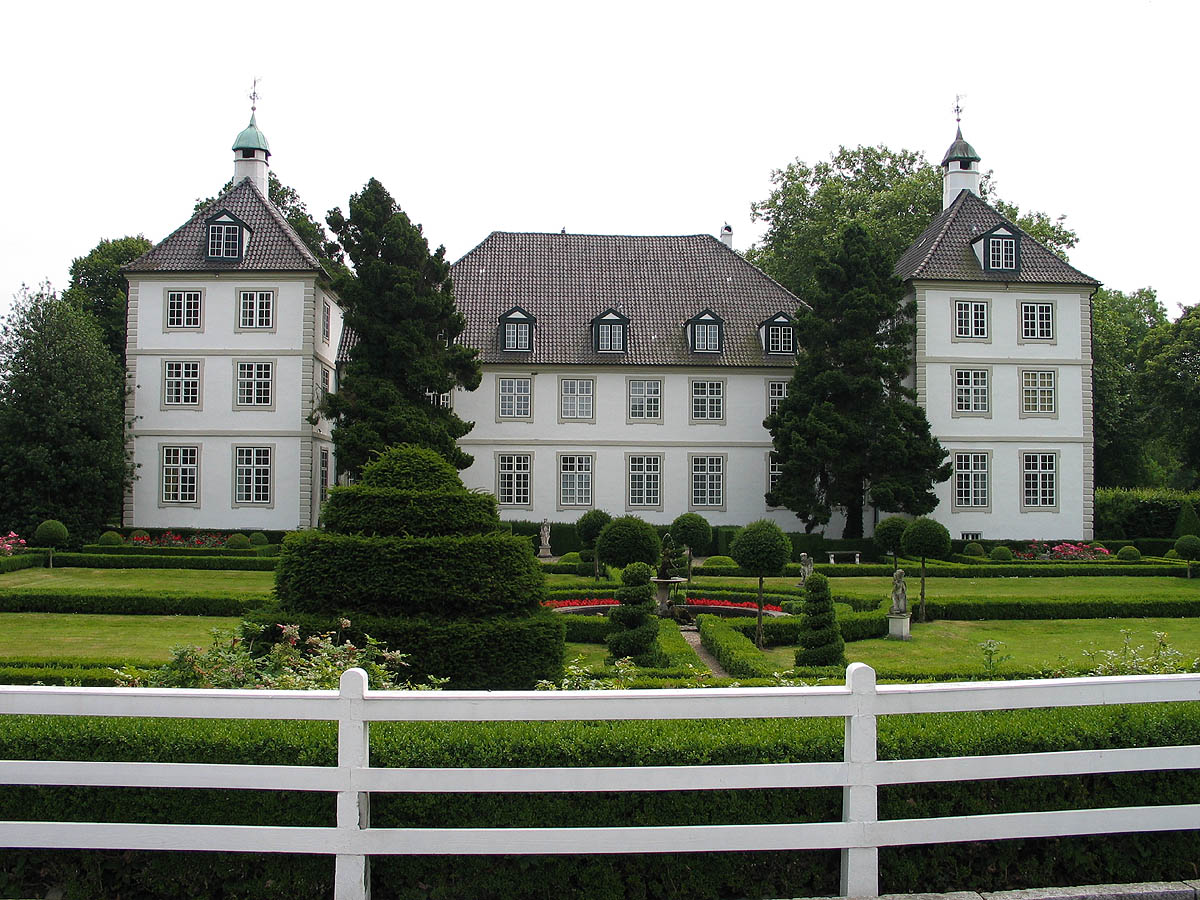
L'antica fattoria signorile Gut Panker

La Svizzera dell'Holstein (in lingua tedesca Holsteinische Schweiz) è un territorio collinoso tedesco nel Land dello Schleswig-Holstein, che si è formato durante l'ultima glaciazione. Si tratta di un paesaggio culturale non geograficamente ben delimitato che comprende fra l'altro l'omonimo Parco naturale e che è considerato una delle attrattive turistiche più importanti della Germania del nord.

## Geografia e quadro del territorio
La Svizzera dello Holstein si trova nella parte orientale del Land dello Schleswig-Holstein. La regione nello storico territorio dei wagri non è né geograficamente né politicamente ben circoscritta. Essa si trova in gran parte nei circondari dello Holstein Orientale e di Plön, fra le città di Lubecca e Kiel e si estende fino alle coste del mar Baltico. Vi si trovano grandi comuni quali, tra gli altri, Malente, Lütjenburg, Oldenburg in Holstein, Preetz e le antiche città residenziali di Eutin e Plön.
Il fascino di questa regione si spiega con la grande varietà del paesaggio, che sorse nel corso dell'ultima era glaciale con il crearsi del paesaggio dalle ultime morene della zona collinosa dello Schleswig-Holstein. Piccole zone boscose si avvicendano a campi pianeggianti e l'aspetto del panorama è scandito da basse colline, tra le quali si trova una gran quantità di laghi. Tra questi il Gran lago di Plön, il Dieksee od il Kellersee. Molti di essi sono attraversati da fiumi come la Schwentine, che sfocia nel fiordo di Kiel, o il Kossau, che fluisce nel Gran lago interno. L'altura più elevata è il Bungsberg a Schönwalde, la cui cima raggiunge i 168 m s.l.m.

## Origine del nome

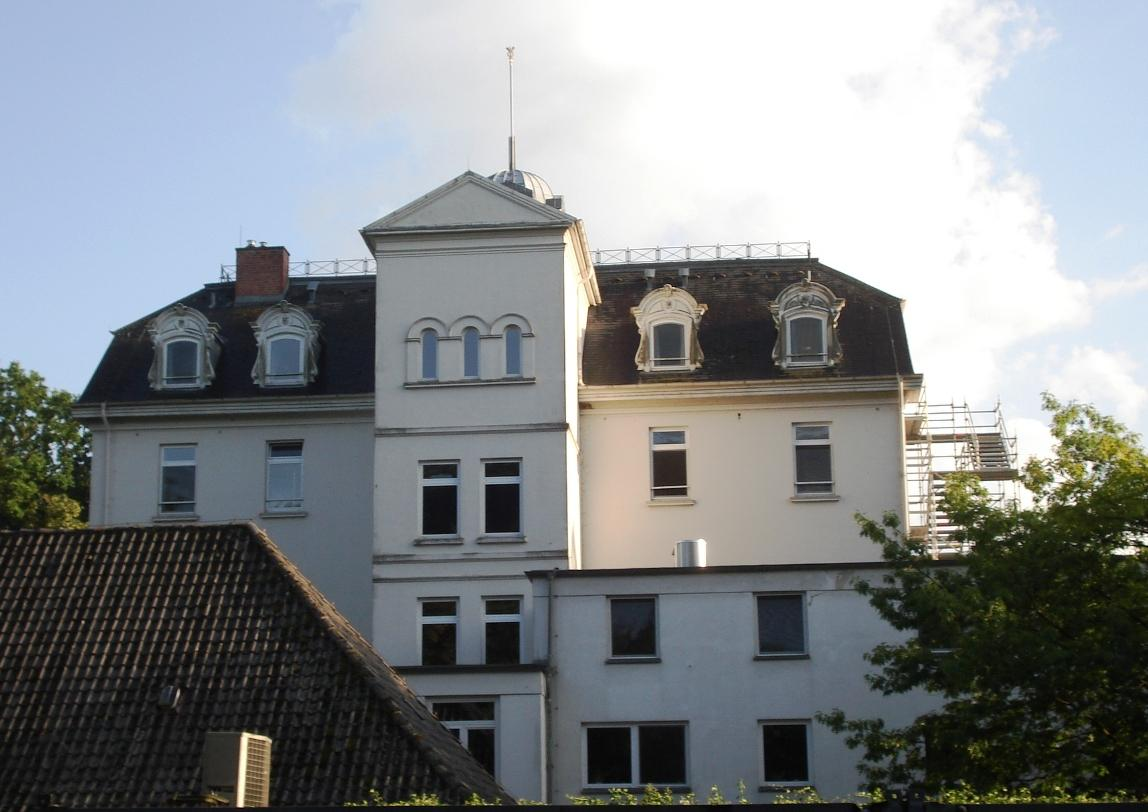
Lato posteriore dell'ex Hotel Holsteinische Schweiz

Il nome Svizzera dello Holstein risale al XIX secolo, quando erano diventati di moda, presso le persone benestanti, i viaggi in Svizzera; a questo riguardo vi erano anche altre zone che aspiravano ad aggiungere il termine "svizzero" al proprio. Il 20 maggio 1885 un certo Johannes Janus aprì sul lago Keller a Malente un hotel che chiamò "Svizzera dello Holstein" (Holsteinische Schweiz), nome che gli procurò molti clienti affezionati. Il nome dell'albergo venne subito dopo adottato dalla stazione ferroviaria che prese il nome di Bahnhof Holsteinische Schweiz (Stazione della Svizzera dello Holstein) e più avanti venne applicato a tutta la zona.

## Storia
La Svizzera dello Holstein è già sede d'insediamenti umani già da parecchie migliaia di anni. Nell'Alto Medioevo la zona era in parte abitata dai Venedi, le cui tracce si possono trovare ad esempio a Oldenburg. Essi fondarono inoltre Plön od Eutin. Successivamente la zona venne colonizzata e dal IX secolo appartenne al regno dei Franchi. Nel tardo medioevo le città si svilupparono in piccoli centri economici ed i nobili locali eressero residenze signorili fortificate, che all'inizio dell'evo moderno diventarono le basi delle proprietà della nobiltà. Le installazioni modellarono sia l'economia che il paesaggio dal 1500 fino al XX secolo. Già dal XVI secolo Plön ed Eutin devolvettero in città residenze delle corti di vari rami del Casato degli Oldenburg.
In queste residenze ebbe luogo una vita ricca di cultura, cosicché già a cavallo fra il XVIII ed il XIX secolo ad esempio, Eutin era nota come "Weimar del Nord". Fino a metà del XIX secolo la zona appartenne alla Danimarca, che dapprima amministrava la regione come feudo e successivamente la integrò nella Danimarca unita. Nel 1867, in conseguenza della sconfitta danese nella seconda guerra dello Schleswig, la zona, quale parte dell'Holstein, passò sotto lo stato prussiano.
Dopo la fine della prima guerra mondiale le tradizionali grandi proprietà su cui si basava l'economia locale furono in parte liquidate e dopo la fine della seconda guerra mondiale il turismo divenne l'attività trainante dell'economia locale.

## Turismo
L'agricoltura era caratterizzata dalle grandi proprietà della nobiltà, storiche aziende territoriali, che perlopiù sono costituita da grandi poderi ed annessi palazzi signorili. Ad esse appartengono ad esempio le fattorie Panker, Testorf, il castello di Rantzau o la fattoria Hagen a Probsteierhagen. Alcuni castelli, come quello di Eutin e quello di Plön sono visitabili mentre si può entrare in alcune delle antiche fattorie in occasione del Festival musicale dello Schleswig-Holstein. La ex fattoria di Salzau il Museo della Cultura locale.
Per gli escursionisti una strada collega i cinque Parchi naturali dello Schleswig-Holstein.
La Svizzera dello Holstein offre ai cicloturisti un'eccellente rete di piste ciclabili e poche strade di campagna e sentieri. I grandi laghi possono essere navigati con battelli turistici e sulle distese di acqua sono è possibile praticare il canottaggio ed altri sport acquatici. Sulle vicine coste del Baltico, negl'immediati dintorni, vi sono numerosi stabilimenti balneari.

## Laghi
Elencati in ordine decrescente di superficie:
- Gran lago di Plön 3000 ha[2]
- Lago di Selent 2137 ha
- Lago Keller 560 ha
- Lago Diek 386 ha
- Lanker See 324 ha
- Lago di Behl 277 ha
- Postsee 276 ha
- Piccolo lago di Plön 239 ha
- Gran lago di Eutin 230 ha
- Stocksee 207 ha
- Trammer See 163 ha
- Suhrer See 137 ha
- Schluensee 127 ha
- Schöhsee 78 ha
- Lago di Süsel 77 ha
- Lago di Seedor 76 ha
- Lago di Sibbersdorfer 55 ha
- Lago di Stendorf 54 ha
- Lago di Seekamp 45 ha
- Piccolo lago di Eutin 37 ha
- Ukleisee 32 ha